# Francesc Vendrell

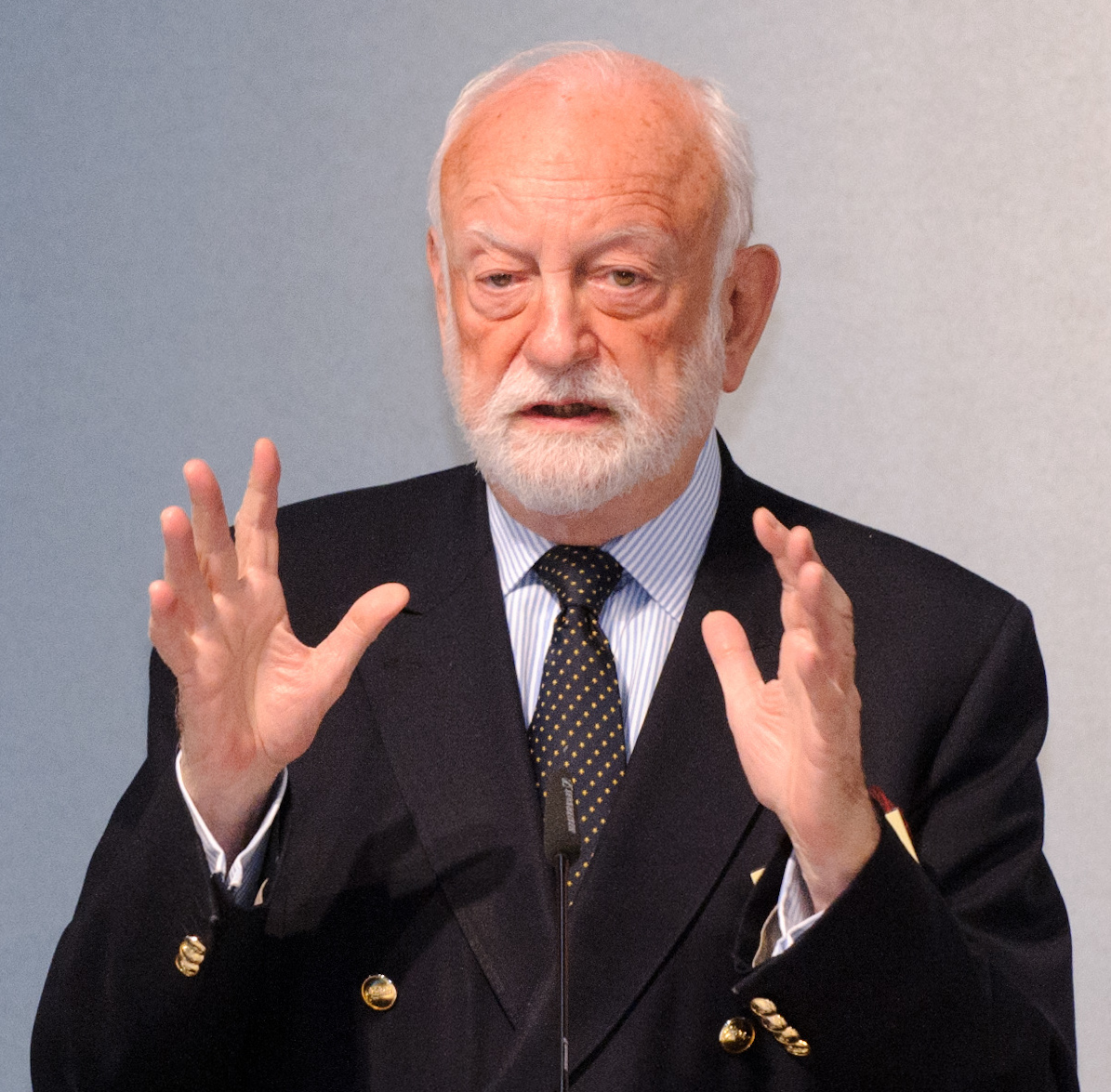
Francesc Vendrell (2011)

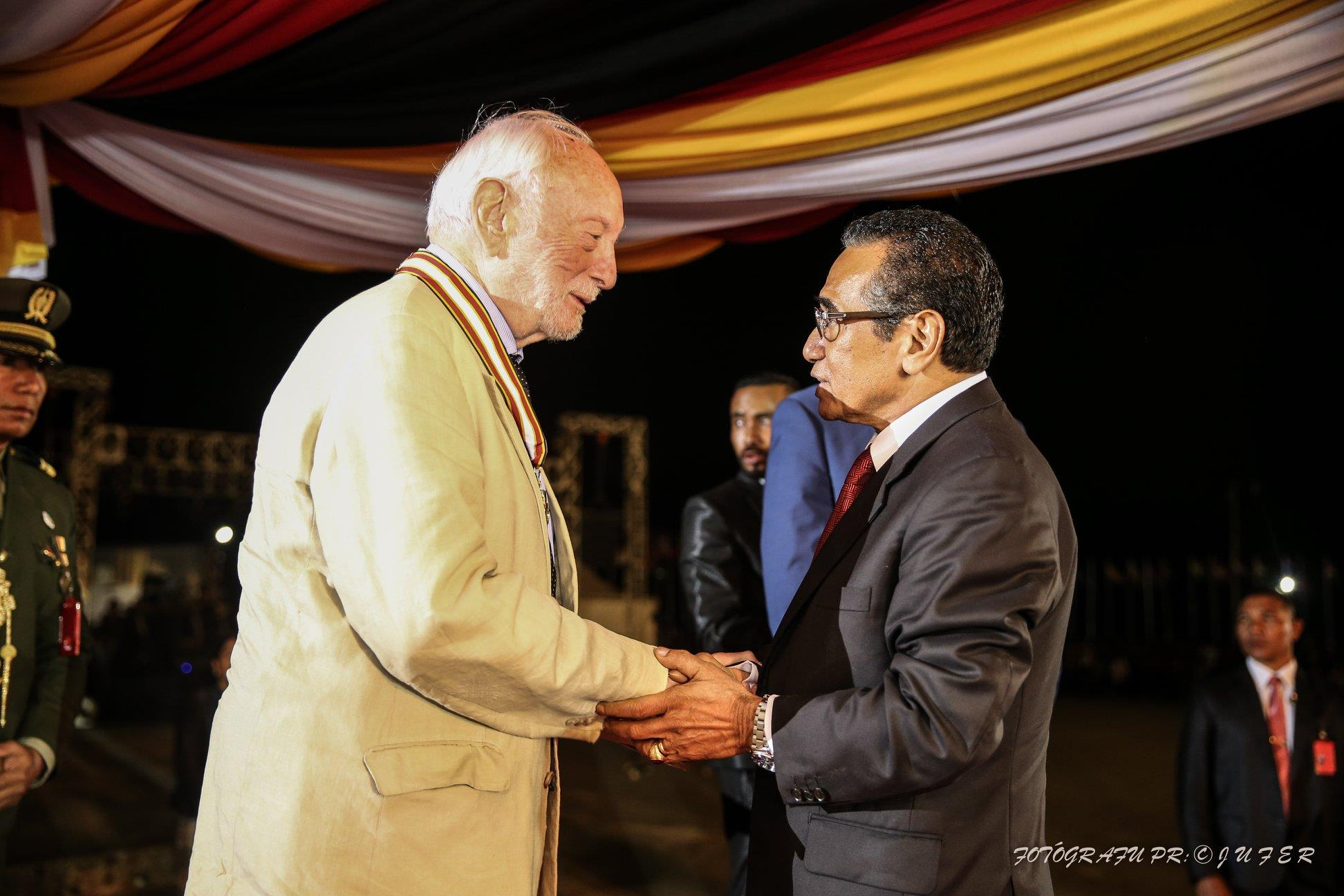
Francesc Vendrell erhält den Ordem de Timor-Leste von Präsident Francisco Guterres bei den Feierlichkeiten zum zwanzigsten Jubiläum des Unabhängigkeitsreferendums (2019)

Francesc Vendrell i Vendrell (* 15. Juni 1940 in Barcelona, Spanien; † 27. November 2022 in London, Vereinigtes Königreich) war ein spanischer Diplomat, der bei der Europäischen Union und bei den Vereinten Nationen tätig war.

## Werdegang
Vendrell erhielt einen Mastertitel von der University of Cambridge, einen Bachelor of Laws vom King’s College in London und einen Bachelor in Jura von der Universität Barcelona.
34 Jahre lang war Vendrell für die Vereinten Nationen tätig. Von 1986 bis 1992 war er Direktor für Europa und Amerika des Büros für Forschung und Informationssammlung im Büro des Generalsekretärs und gleichzeitig stellvertretender, persönlicher Vertreter des Generalsekretärs für Zentralamerika. In diesem Zeitraum fällt die von den Vereinten Nationen überwachte Wahl in Nicaragua 1990 und die Auflösung und Wiedereingliederung der Contras, das Friedensabkommen zwischen der Regierung von El Salvador und der Frente Farabundo Martí para la Liberación Nacional (FMLN) und der Beginn des Friedensprozesses zwischen der Regierung von Guatemala und der Unidad Revolucionaria Nacional Guatemalteca (URNG), der 1996 erfolgreich zu Ende gebracht wurde.
1992 wurde Vendrell Direktor für besondere politische Aufgaben, Leiter einer Mission in Armenien und Aserbaidschan zur Erörterung des Bergkarabachkonflikts (1992) und leitender Berater des Sondergesandten der Vereinten Nationen/OAS für Haiti (1993).

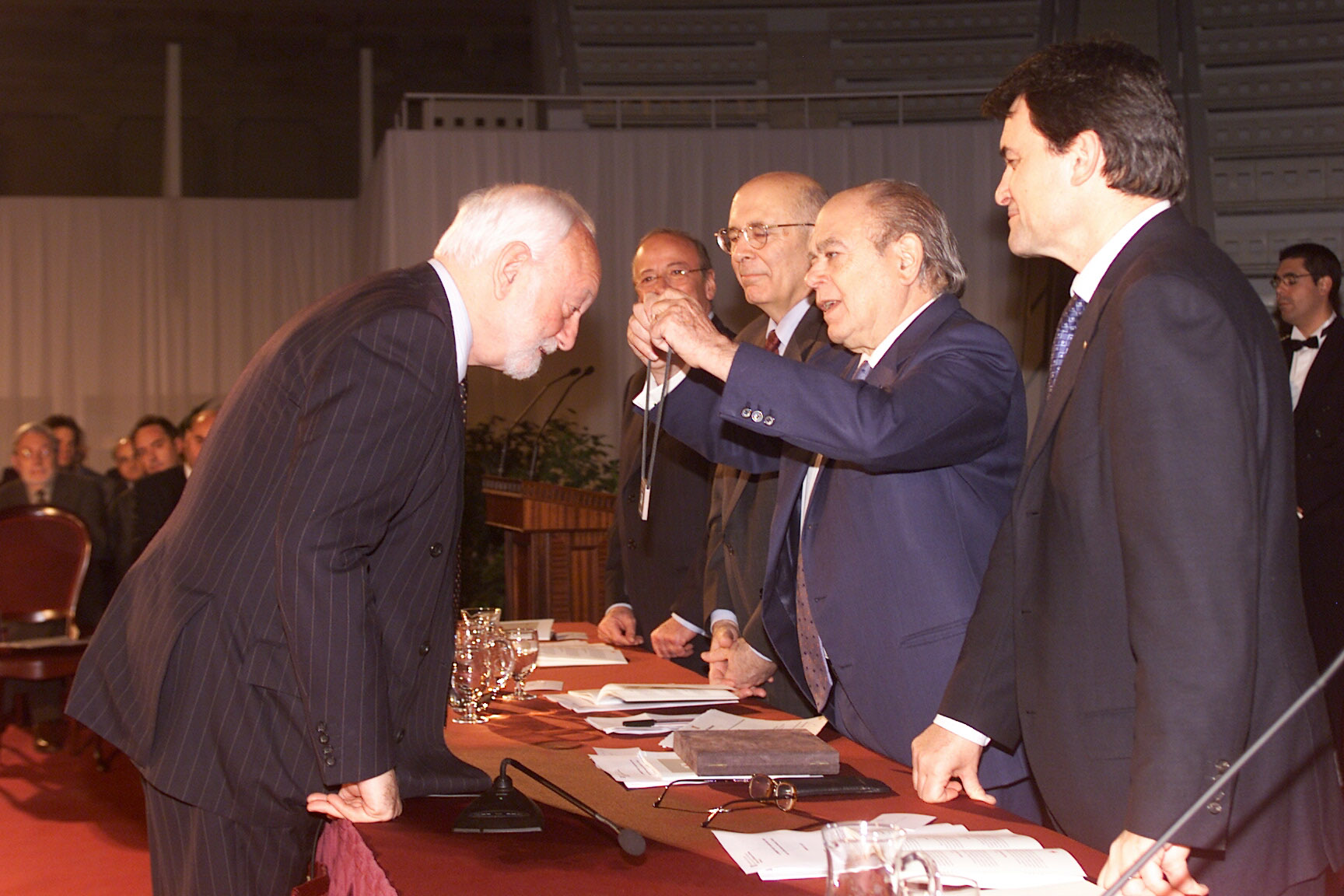
Francesc Vendrell empfängt das Creu-de-Sant-Jordi aus den Händen von Jordi Pujol (2002)

Von 1993 bis 1999 war er Direktor für Asien und den Pazifik und UN-Sonderbeauftragter für Kambodscha (1997–1998), Papua-Neuguinea (1996–1999), Bangladesch und Chefberater für Myanmar (1994–1999). Zudem beteiligte er sich an den Verhandlungen zwischen Portugal und Indonesien zur Lösung des Osttimorkonfliktes, zunächst als leitender Berater und anschließend als stellvertretender persönlicher Vertreter des Generalsekretärs. Die Verhandlungen führten zum Abkommen vom 5. Mai 1999 und dem Referendum in Osttimor, was dem Land schließlich die Unabhängigkeit brachte.
Nach dem Referendum in Osttimor war Vendrell von Januar 2000 bis 2002 der persönliche Beauftragte des Generalsekretärs für Afghanistan und Leiter der United Nations Special Mission for Afghanistan (UNSMA). In diese Zeit fanden die Terroranschläge am 11. September 2001 statt und die erste Afghanistan-Konferenz in Petersberg bei Bonn statt, bei der der Petersberg-Prozess vereinbart wurde.
2002 wechselte Vendrell zur Europäischen Union und war bis September 2008 EU-Sonderbeauftragter für Afghanistan. Im akademischen Jahr 2008/09 folgte eine Gastprofessur an der Woodrow Wilson School der Princeton University. Seit 2011 ist Vendrell außerordentlicher Professor an der School for Advanced International Studies (SAIS) der Johns Hopkins University auf dem Campus von Bologna. Zudem unterrichtete er Verfassungsrecht an der University of Papua New Guinea und war Direktor der Den Haag Akademie für Internationales Recht und außerordentlicher Professor an der Yale University und der Rutgers University.

## Auszeichnungen
- Creu-de-Sant-Jordi (2002)
- Mitglied des Ordens von St. Michael und St. Georg[3]
- Orden Wazir Akhbar Khan (Afghanistan)[3]
- Ehrendoktorwürde der Honorary Degree, Ramon-Llull-Universität (2015)[3]
- Ordem da Liberdade (Orden der Freiheit, 2019)[4]
- Ordem de Timor-Leste (2019)[5]